# Vellozia arenicola
Vellozia arenicola är en enhjärtbladig växtart som beskrevs av Lyman Bradford Smith. Vellozia arenicola ingår i släktet Vellozia och familjen Velloziaceae. Inga underarter finns listade.